# Gazat
Gazat est une localité du Cameroun située dans la commune de Moutourwa, le département du Mayo-Kani et la Région de l'Extrême-Nord, au pied des monts Mandara, à proximité de la frontière avec le Tchad.

## Localisation
Gazat est localisé à 10°22'06.8" Nord de latitude et 14°12'01.2" Est de longitude.